# Ramandolo
Le ramandolo est un vin blanc moelleux du Frioul, de denominazione di origine controllata e garantita (DOCG), produit dans la province d'Udine, dans la région autonome du Frioul-Vénétie Julienne, en Italie.

## Aire de production

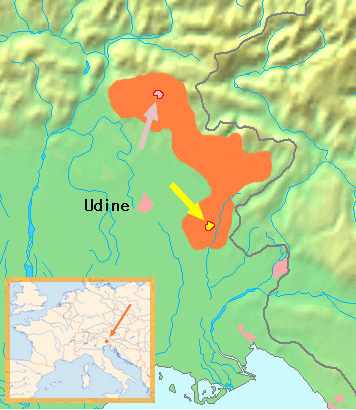
Le DOC Colli Orientali del Friuli est indiqué d'une flèche jaune et le DOCG ramandolo d'une flèche violette.

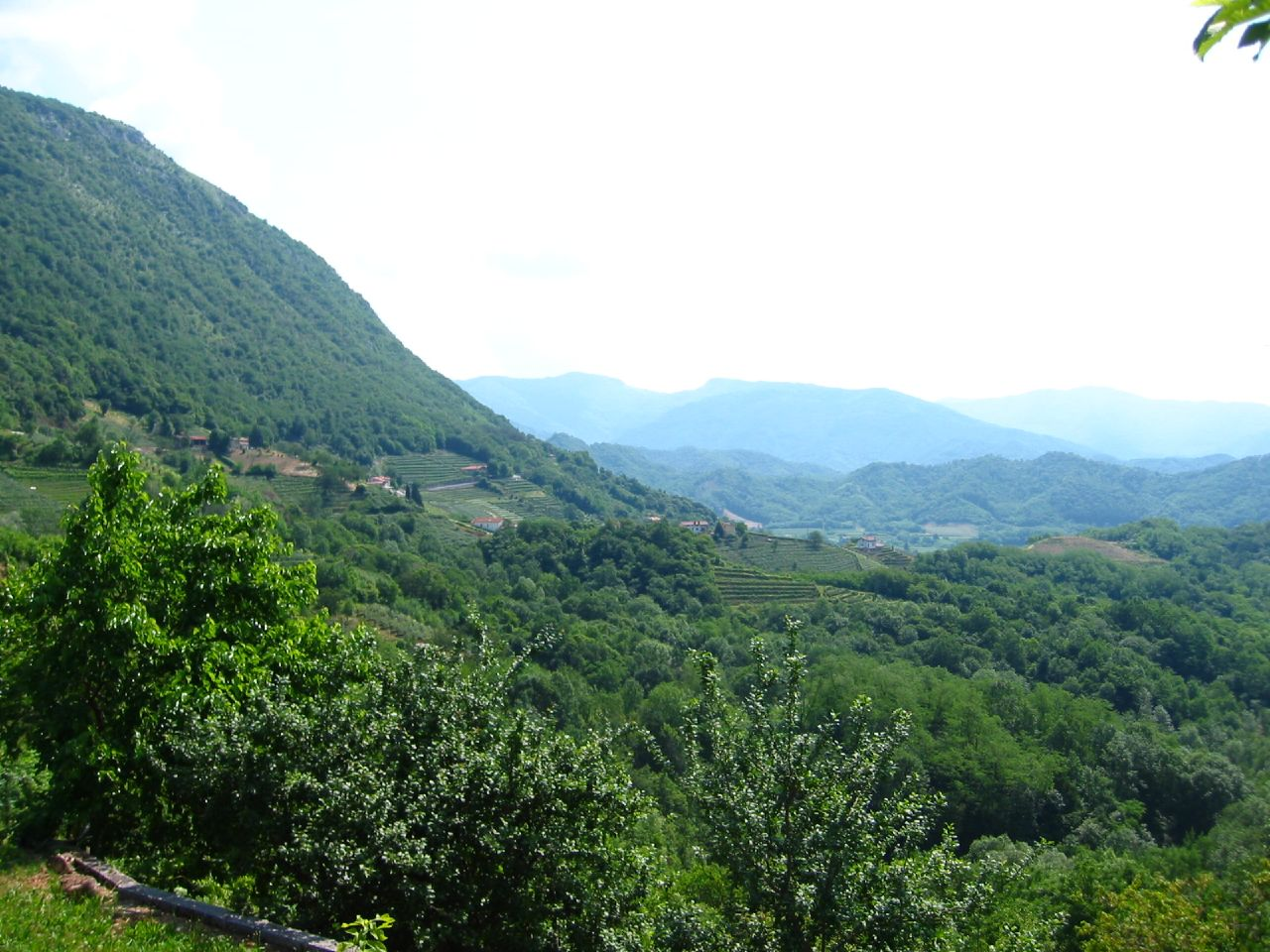
Vignobles et collines autour de Ramandolo.

Le ramandolo est produit sur un peu moins de 40 hectares, sur la commune de Nimis qui comprend la frazione de Ramandolo dont le vin tire son nom, et une partie du territoire de la commune de Tarcento, tous deux au nord-est d'Udine, près de la frontière avec la Slovénie.
La zone de production du ramandolo est la plus septentrionale du Frioul. Elle comprend un territoire de hautes et moyennes collines (altitude moyenne 325 m) sur les pentes du mont Bernadia (1 732 m) qui la protège des vents froids du nord ; au sud, elle est ouverte sur la mer Adriatique. La température moyenne est de 13,6 °C avec des pics d'été au-dessus de 30 °C et de fortes précipitations (plus de 2 200 mm répartis sur 130 jours).
Les sols très pauvres, issus de marnes océaniques : les flysch di Cormons (en frioulan ponca) ont des pentes élevées, parfois supérieures à 30 % et sont disposés en terrasses très étroites, ils ne peuvent donc pas être mécanisés et toutes les opérations de culture doivent être faites manuellement.

## Production
Les sols trop humides ou insuffisamment ensoleillés sont à considérer comme impropres. Les nouvelles plantations et les replantations doivent avoir une densité d'au moins 3 000 plants/hectare. Le seul cépage autorisé est le Verduzzo Friulano également appelé localement « Verduzzo giallo ».
La récolte ne commence qu'à la mi-octobre et peut durer jusqu'à la mi-novembre ou, dans l'idéal, jusqu'en décembre. Habituellement, les raisins ne sont pas cueillis, mais sèchent sur la vigne. Le séchage des raisins peut aussi se produire dans des locaux appropriés, à la fois climatisés et à ventilation forcée. Le botrytis est indésirable. Après égrappage, les raisins soigneusement pressés sont généralement fermentés très lentement dans des cuves en acier, et dans les excellentes années également dans des fûts de chêne relativement petits. Ensuite, ils sont déplacés vers de nouvelles barriques et vieillissent entre 6 mois et un an. L'utilisation de fûts en bois est autorisée lors de la vinification et de l'affinage.
Après embouteillage et une nouvelle période de maturation d'au moins six mois, ils arrivent sur le marché dans des bouteilles pouvant contenir jusqu'à un litre. Seules les qualités supérieures des grands millésimes vieillissent en barriques pendant plusieurs années.
Toutes les opérations de vinification et de mise en bouteille doivent être réalisées dans la zone DOCG.

## Histoire
Le terme « ramandolo » dérive du frioulan romandul avec le sens de « romain » (qui est « latin »), mais selon d'autres (Cornelio Cesare Desinan), il dérive de romandulus, à son tour diminutif de « romandus » avec le sens de « gallo-roman » (qui est « frioulan ») par opposition au « slovène ». Le hameau de Ramandolo se trouve juste à la frontière linguistique entre les Slaves (au nord) et les Latins (au sud). L'histoire de la viticulture et en particulier de la production de vins doux dans la région remonte au moins au début du Moyen Âge. La première notice documentée du vin ramandolo date de 1893, lorsqu'un certificat de louange est décerné à un vin ramandolo hors concours lors du 2e concours des vins frioulans.

## Législation
Avant la spécification actuelle (2001), cette DOCG a été modifiée à plusieurs reprises :
- Sous-zone approuvée de la DOC Colli Orientali del Friuli avec DPR 20 juillet 1970 ;
- Approuvé DOCG avec DM 09.10.2001 GU 250 - 26 octobre 2001 ;
- Modifié par arrêté ministériel 13.07.2011 JO 172 - 25 juillet 2011.

## Caractéristiques
Les données relatives à la spécification 2001 définissent des critères de production. Le cépage autorisé est le verduzzo friulano (100,0 %), dont le rendement maximal est de 8,0 tonnes / hectare, le rendement de pressurage est de 65,0 %.
Le titre alcoométrique volumique potentiel minimal est de 12,0 %vol., le titre alcoométrique volumique minimal est de 14,0 %vol.[Ce passage est incohérent].
Le résidu sec minimal est de 20,0 g/L, l'acidité totale minimale est de 4,5 g/L. L'acidité volatile maximale autorisée est de 30 mg/L.

### Caractéristiques organoleptiques
Ses caractéristiques organoleptiques sont:
- couleur : jaune doré plus ou moins intense ;
- arôme : intense et caractéristique du ramandolo ;
- odeur : intense et caractéristique ;
- saveur : agréablement douce, veloutée, plus ou moins tannique et corsée avec éventuellement une pointe de bois[4] ;

Les ramandolos réussis sont parmi les vins doux les plus remarquables d'Italie[réf. nécessaire]. En termes de qualité, ils sont souvent supérieurs aux Colli Orientali del Friuli Merlot nettement plus chers et célèbres[réf. nécessaire]. Les ramandolos sont des vins de couleur jaune doré brillant à ambré avec une douceur nuancée, jamais envahissante et une structure d'acidité différenciée ; ils ont souvent des arômes intenses d'amande ou de noisette. Il doit être servi frais, mais pas bu froid. Les ramandolos en bouteille peuvent être stockés pendant de nombreuses années, sans aucun changement de qualité s'ils sont stockés correctement.

## Gastronomie
Ce vin accompagne les desserts, pâtisseries sèches à base d'amandes, strudel aux pommes, pigeon, panettone et desserts traditionnels ; fromages bleus et affinés ; foie gras en début de repas.

## Volumes
Province, saison, volume en hectolitres
- Udine (1990/91) 781,22
- Udine (1991/92) 1066,86